# Кошкеби
Кошкеби (груз. კოშკები) — село в Грузии, на территории Горийского муниципалитета края (мхаре) Шида-Картли.

## География
Село находится в центральной части Грузии, к югу от реки Куры, на расстоянии приблизительно 7 километров (по прямой) к западо-юго-западу от города Гори, административного центра муниципалитета. Абсолютная высота — 725 метров над уровнем моря.

## Население
По результатам официальной переписи населения 2014 года в Кошкеби проживало 176 человек (87 мужчин и 89 женщин). В национальной структуре населения осетины составляли 60,8 %, грузины — 38,6 %.
| Год  | Население, человек |
| ---- | ------------------ |
| 2002 | 196                |
| 2014 | ↘ 176              |